# Танаат (монастир)
Монастир Танаат знаходиться за 5 кілометрів на північ від сучасного міста Ехегнадзор (Сюнікський марз, Вірменія), на дуже мальовничому гірському масиві. Шлях, що веде до нього, рясніє численними поворотами з різкими перепадами висот. Кам’яниста дорога раз-по-раз впирається в небо, і не знаєш, куди вона пірне в наступний момент.
Монастирський комплекс складається з двох церков, кладовища та руїн  Гладзорського університету. Він побудований з густо-синього базальту, і тому його часто називають «Чорний монастир». Головна церква комплексу — Сурб Степанос, яка була споруджена в 1279 році. До неї примикає інша — церква Сурб Ншан. Мабуть, обидві церкви були побудовані одночасно.
На південній стороні церкви Сурб Степанос можна побачити сонячний годинник, стародавні написи і скульптурні зображення різних тварин.
Вхід церкви Сурб Ншан увінчаний чудовим барельєфом. На камені висічені зображення оленя, павича і птахів, а в центрі — вершник, що вражає лева. Як не сумно, але церква знаходиться в занедбаному стані. Всередині дуже брудно, і мабуть місцеві жителі тут рідкісні гості.
Поруч з монастирем знаходяться хачкари. Це, найшвидше, — давній цвинтар.
Від монастиря можна побачити інший монастир.
З висоти, від монастиря відкривається незвичайна панорама на гори і ущелини прилеглої околиці.
Цей монастирський комплекс досяг вершин свого розквіту в XIII–XIV століттях, коли на території монастиря діяв один з перших і найвідоміших вірменських університетів —  Гладзор. Університет являв собою монастирську школу, де працювали найвідоміші вчені тієї епохи, і випускники якої займалися не тільки духовною діяльністю, але також наукою і створенням манускриптів. При університеті діяла також школа живопису, яка, базуючись на традиціях, зовсім своєрідно представила вірменську мініатюру.

## Ресурси Інтернету
- Чудові фотосвітлини та цікава розповідь
- http://varmeniyu.ru/index.php?act=armenia&op=viewsights&itemid=93&langs=ru]